# Kummelnäsviken

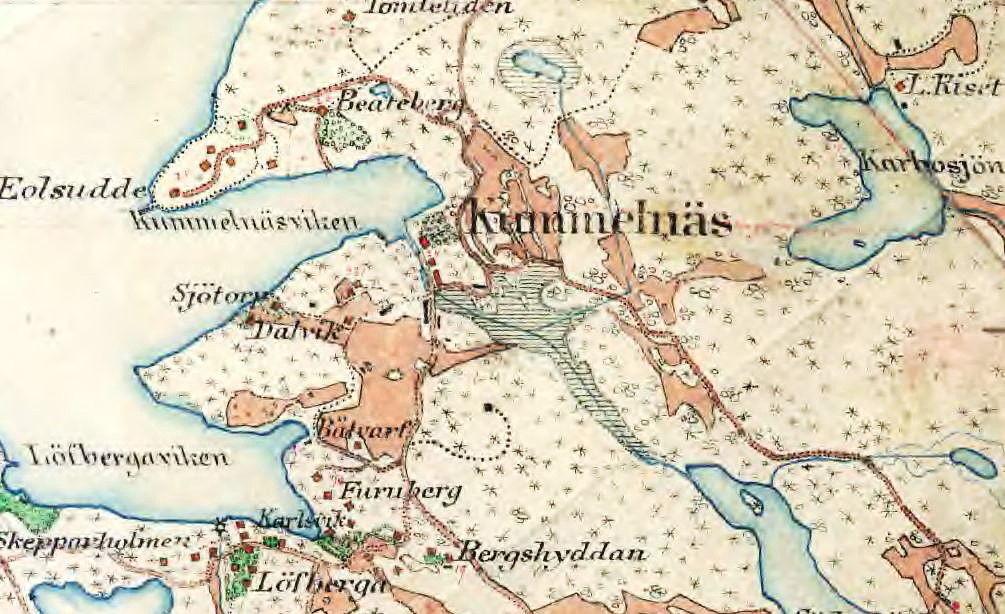
Kummelnäs och Kummelnäsviken, 1900.

Kummelnäsviken är en vik av Höggarnsfjärden i Kummelnäs i norra Saltsjö-Boo, Nacka kommun. Viken begränsas i norr av Eolsudden och i söder av Gärdesudden.

## Beskrivning
Kummelnäsviken har sitt namn efter Kummelnäs gård som är känd sedan 1600-talet. Gårdens ägor låg kring viken och huvudbyggnaden stod på en höjd vid vikens innersta del. Idag finns här en kopia av huvudbyggnaden sedan ursprungshuset revs 1993. På 1820-talet uppstod en av Nackas tidiga industrier med en ättiksfabrik inklusive hamnanläggning inne i viken. Ättiksfabriken stängde 1851. Vid vikens södra sida ligger Kummelnäs varv, som drivs i tredje generation. 
Under 1800-talets slut började marken vid viken exploateras för bebyggelse med sommarvillor. Bland dem märks Uddhuset längst ut på Eolsudde som är en av sju sommarnöjen vilka kopparslagarmästare Lindström lät uppföra 1883 för uthyrning på mark som arrenderats från Kummelnäs gård. År 2010 inrättades Gärdesuddens naturreservat för att "bevara och utveckla områdets värden för rekreation och biologisk mångfald". Reservatet skiljer Kummelnäsviken från Lövbergaviken.

## Bilder

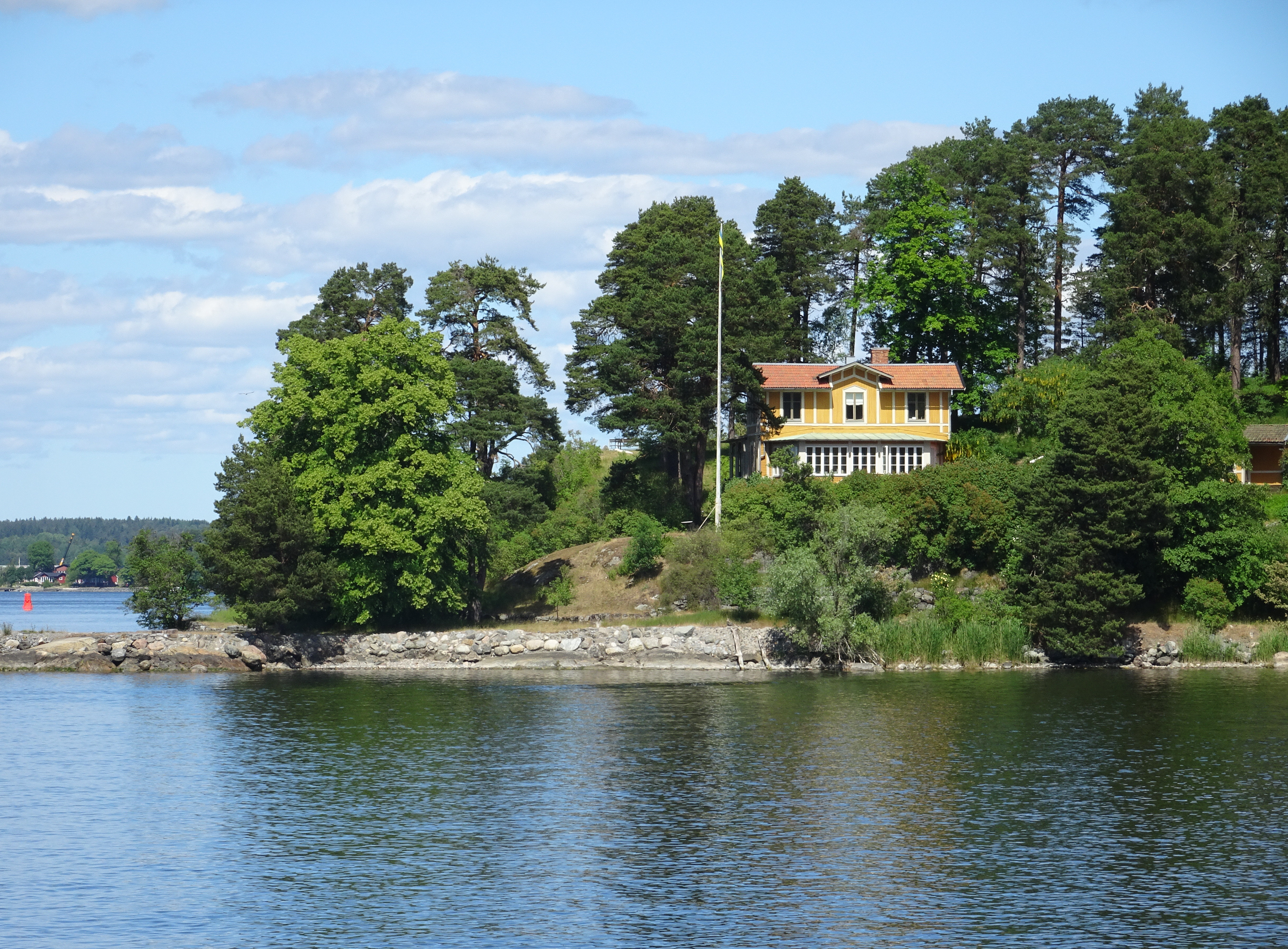
Uddhuset på Eols udde
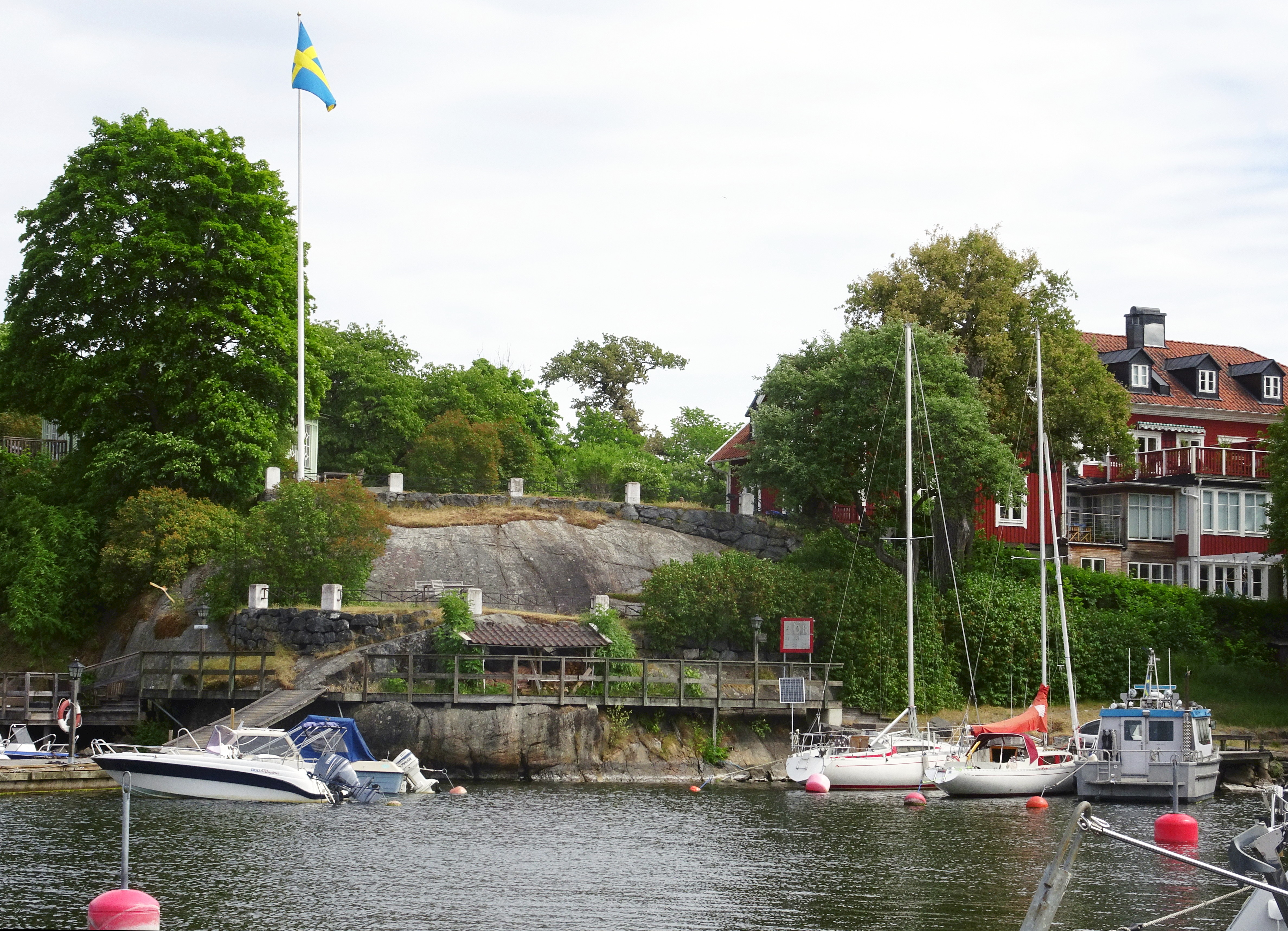
Kummelnäs gård
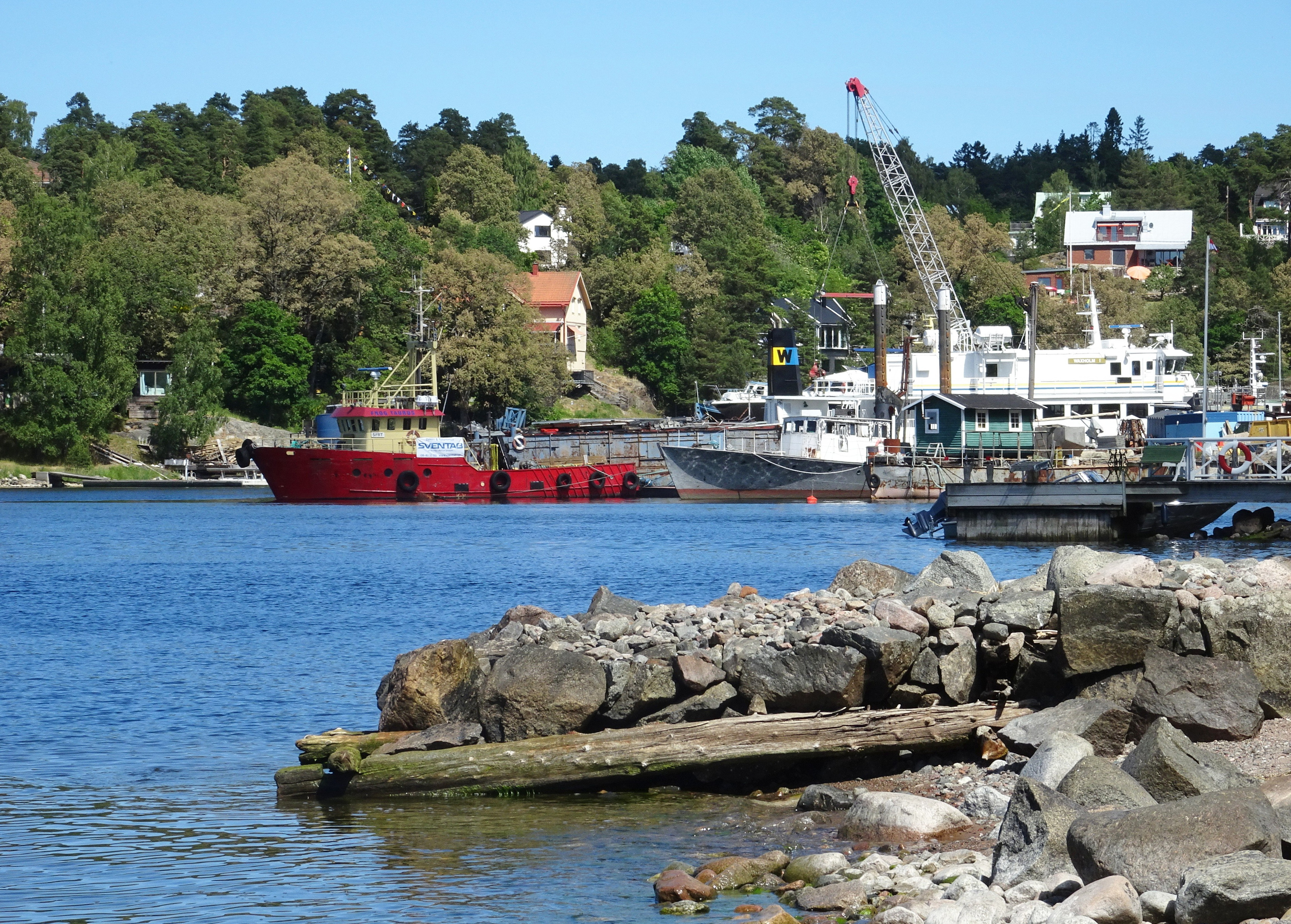
Kummelnäs Varv
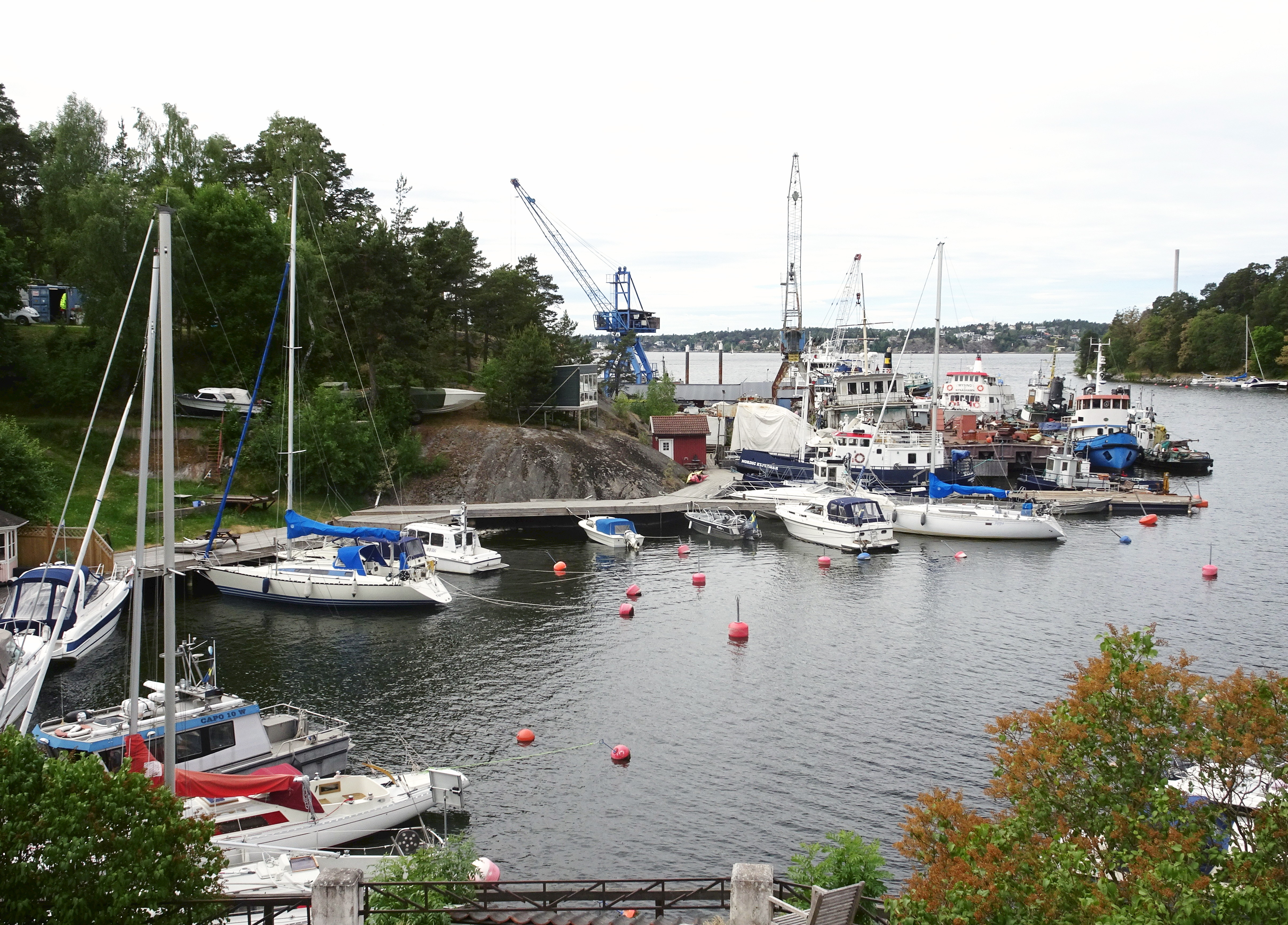
Viken sedd från Kummelnäs gård